# Margareta Occhiena

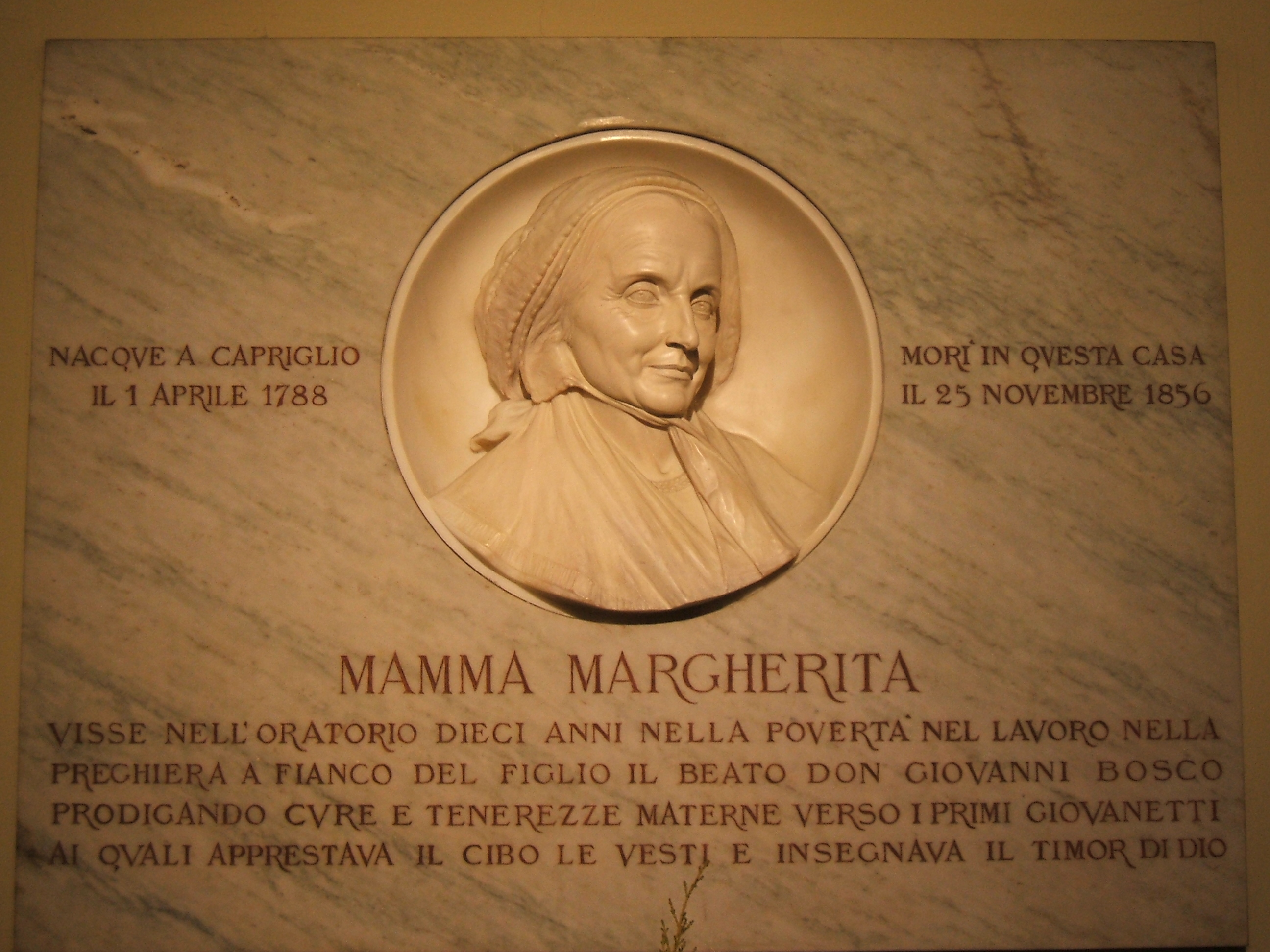
Gedenktafel für Mamma Margareta, Valdocco

Margareta Occhiena (* 1. April 1788 in Capriglio; † 25. November 1856 in Turin), kurz auch Mama Margareta genannt, ist die Mutter des heiligen Johannes Bosco, die aufgrund ihres Lebens am 15. November 2006 vom Vatikan als verehrungswürdig erklärt wurde.

## Leben
Margareta Occhiena heiratete 1812 den verwitweten Francesco Bosco. Dieser brachte bereits einen Sohn (Antonio) aus erster Ehe mit in die Familie. Hinzu kamen die gemeinsamen Kinder Giuseppe (* 1813) und Giovanni (* 1815).
1817 starb überraschend ihr Mann Francesco, worauf sie sich alleine um die drei Kinder und um die Schwiegermutter kümmern musste. Ein besonderes Anliegen war ihr die Vermittlung des Glaubens, und sie unterstützte den Wunsch ihres Sohnes Giovanni, Priester zu werden. Don Bosco berichtete später, dass seine Mutter ihm anlässlich seiner Priesterweihe folgendes mit auf den Weg gegeben habe: „Giovanni, du hast das Gewand des Priesters angezogen. Ich habe alle Freude, die nur eine Mutter haben kann angesichts des Glücks ihres Kindes. Aber erinnere dich, dass es nicht das Gewand ist, das einem Stand Ehre macht, sondern die gelebte Tugend. Solltest du jemals an deiner Berufung zweifeln, entehre dieses Gewand nicht. Lege es sofort ab. Ich habe lieber einen armen Bauern zum Sohn als einen Priester, der seine Pflichten vernachlässigt.“
Im Alter von 58 Jahren übersiedelte Margareta in das erste Oratorium von Don Bosco in Valdocco in Turin, kümmerte sich mit ihm um die vernachlässigten und armen Jugendlichen und wurde so zur ersten Salesianischen Mitarbeiterin ihres Sohnes. Nach ihrem Tod sagte Don Bosco den trauernden Jugendlichen: "Sie war bestimmt eine Heilige!"

## Verehrungswürdigkeit

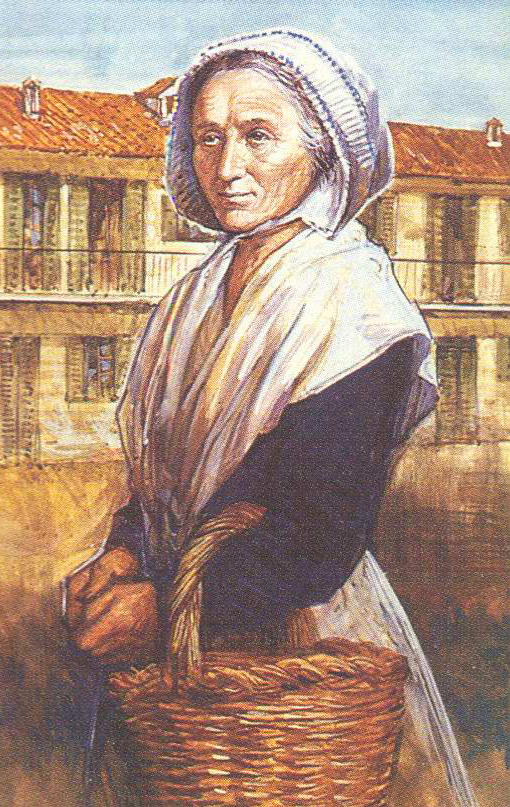
Mamma Margareta

Am 15. November 2006 wurde Margareta Occhiena vom Vatikan als „verehrungswürdig“ erklärt. Dies gilt als erster Schritt zur möglichen Seligsprechung.